# Poecilodromops victoriae
Poecilodromops victoriae là một loài tò vò trong họ Ichneumonidae.